# Grad Lebek
Grad Lebek tudi Ljubek (nemško Liebegg, Liebeck ) je stal na strmem griču nad potokom Vidernica pri zaselku Potok pri Vačah v občini Litija, od katerega so ostale le še skromne ruševine.

## Zgodovina
Grad  Lebek ali Ljubek je bil zgrajen po vsej verjetnosti že v prvi polovici 11. stoletja, prvotno kot stolp. Bil je fevd krške škofije.  Gospostvo ali ozemlje je bilo del posesti grofice Heme Breško-Seliške in po letu 1072 krška škofija.  V pisnih virih najdemo zelo  veliko število imen tega gradu: Lebeckh, Libek, Liebeke, Liebeck, Liebekhe, Lűbeckh, Lubeckh , Lubecke, Lubekgh, Lyebeck, Lybekh. Do leta 1209 so bili lastniki grofje Višnjegorski, ki so bili askvinski sorodniki. Po njihovem izumrtju so posest imeli v rokah do leta 1228 grofje Andeški, ki so jim sledili koroške vojvode Spanheimi. Ozemlje gradu in gospostva je povezovalo dve veliki posestni celoti zadnjih dveh lastnikov na gorenjskem in dolenjskem.  Običajno se v zgodovinskih virih prej omenjajo graščaki kot sami gradovi, v tem primeru pa je grad omenjen prej kot gradiščan na njem. Prva omemba gradu datira iz leta 1220. Takrat je na gradu izdala neko listino takratna lastnica Zofija, vdova po Henriku Andeškem, istrskem krajišniku oziroma mejnem grofu, hči zadnjega Višnjegorskega grofa Alberta.  Ljubeški fevd je po smrti Henrika IV. Andeškega prešel v roke vojvode Bernarda Spanheimskega, ko mu je krški škof 1228 v fevd podelil grad Lebek z vsem pripadajočim. Leta 1240 je kot gradiščan prvič omenjen Albert z Lebeka, ki je bil spanheimski ministerial in gradiščan. Leta 1268 se je po Lebeku imenoval Ditrik Rouffar, leta 1280 je bil lastnik gradu Verson Ljubeški, leta 1285 Winter in 1292 Ulrik.
Okoli leta 1315 so grad pridobili Galli, ki so ga skupaj s sodiščem imeli do 1335 v fevdu. Zaradi spora o fevdnem lastniku so se Galli leta 1341  pogodili s Habsburžani, ki so grad odkupili in jim ga potem podelili v fevd. Takrat sta na gradu živela brata Viljem in Konrad Gall in sicer do leta 1350. Leta 1343 je Marhlin Gall iz Ljubeka dobil moravško župnijo. Sinova  omenjenega Konrada Henrik in Niklas sta se ravno tako imenovala po gradu kot "Gall Galenštajnski iz Ljubeka". 
Ta Niklas oziroma Nikolaj II. Gall, ki ga srečujemo med leti 1351 in 1393, je bil oskrbnik ali gradiščan v Slovenj Gradcu in Šumberku ter najemnik Pukštajna okoli 1382, ko je Pukštanj tudi kupil in ustanovil novo  vejo Gallov t.i. Pukštanjskih.
Kdaj in kako je Krška škofija izgubila grad in gospostvo Ljubek kot svoj fevd ni znano, verjetno pa so si ga  Habsburžani lastili kot deželni knezi. Dajali so ga v fevd npr. 1392 ga je imel v fevdu Viljem s Šteberka, gospodje Apfaltrerji, pl. Lambergi in pl. Ennstallerji.
Leta 1511 je preživel potres, leta 1515 pa so grad napadli, razdejali in oropali uporni kmetje. Pozneje je bil grad ponovno pozidan. Lebeške gradiščane je leta 1560 prizadela kuga. Leta 1593 je Ljubeško gospostvo pripadlo Juriju Einkhürnu, kranjskemu deželnemu upravitelju, potem baronu Hallerju in za njim grofu Rudolfu Paradeiserju. Njemu je 1633 sledil baron Karel Wizenstein in njegov brat baron Janez Krstnik Wizenstein, ki je bil lastnik v Valvazorjevem času. Njegova hči je grad kot doto prinesla svojemu možu Vajkardu Leopoldu Ursini grofu Blagaju.
Valvazor je grad še upodobil kot mogočno stavbo z dvonadstropnim palacijem s še višjim obrambnim stolpom, vendar je potem že sredi 18. stoletja razpadel. Od Blagajev je posestvo kupil grof Maksimiljan Engelbert Lamberg in ga leta 1728 podelil v fevd Francu Antonu baronu Wolkensbergu. Od njega je posest kupil njegov brat Janez Anton. Takrat je gospostvo Lebek že bilo združeno z gospostvom Ponoviče in vključevalo tudi imetja Ribče, Knežji pot in Waldhofen. Janez Anton ga je leta 1760 prodal nečaku Francu Rudolfu, ki ga je nasledil sin Vincenc. Leta 1819 je gospostvo podedoval sin Danijel. Sredi 19. stoletja je že sto let razvaljeni grad prešel v meščanske roke in nato kmečke. Leta 1826 ga je dal na dražbo dr. Anton Pfefferer in ga sam kupil.  Leta 1846 je ta posest prodal Francu Haringu, ki ga je dve leti kasneje prodal naprej grofu Juliju Klebelsbergu. Tri leta kasneje je v rokah Janeza Moritza Ehrenreicha, ki ga prida sorodniku Norbertu. Leta 1884 posest kupi  Franc Hren.  Po letu 1928 je prešel v last Dravske banovine. Grad se je deloma sesul proti Savi. V 18. stoletju je bil hudo poškodovani grad opuščen. Po drugi svetovni vojni je bila lastnica razvalin in zemljišča družina Tič, ki je grajsko območje z nekaj zemlje leta 1971 prodala Ladislavu Lajevicu.